# Федерация еврейских общин Украины
Федерация еврейских общин Украины (ФЕОУ) — всеукраинская еврейская религиозная организация, основанная в 1999 году на Конференции иудейских религиозных общин и организаций Украины, по состоянию на 2023 год объединяющая 178 общин ортодоксального иудаизма Хабад-Любавич.

## Руководство
- Председатель совета ФЕОУ – раввин Меир Цви Стамблер
- Исполнительный вице-председатель – раввин Рафаэль Рутман[англ.]
- Главный раввин – раввин Шмуэль Каминецкий
- Директор – Алина Теплицкая

## История основания
В начале 90-х годов началось возрождение еврейских общин в городах Украины, которые создавались в основном благодаря энтузиазму активистов еврейского движения, без опыта работы, без продуманной стратегии, без достаточной координации и взаимодействия.
Так по инициативе руководителей еврейских общин и организаций, для координации и объединения усилий еврейских общин и активизации процессов интеграции и развития еврейской общественной жизни и была создана ФЕОУ. В начале своей деятельности ФЕОУ развернула работу по формированию региональных объединений как структурных звеньев в целях взаимодействия между главным офисом ФЕОУ и местными общинами.
Эти объединения начали свою работу в составе 5-6 местных общин. На данный момент Федерация объединяет свыше 130 общин в городах, еврейское население которых составляет более 400000 человек. 

## Цели и задачи
Основная задача ФЕОУ — это помощь еврейским общинам в их повседневной работе, по основным направлениям их деятельности:
- Развитие еврейского образования.[9]
- Возрождение еврейской традиции.[10]
- Поддержка социальных программ.[11]
- Проведение еврейских праздников и возрождение еврейской культуры.[12]
- Программы развития и специальные проекты.[13][14][15][16]

## Деятельность
Основная деятельность ФЕОУ заключается в разработке и реализации гуманитарных проектов и благотворительных программ по поддержке еврейского населения, восстановлении еврейских традиций и культуры еврейского народа. Большое значение ФЕОУ уделяет организации еврейских праздников в общинах с участием иностранных посланников. 

### Социальные программы
Во всех общинах, охваченных деятельностью ФЕОУ, ежегодно проводятся крупные программы, а именно:

«Пасхальная Программа» - проходит в месяц Нисан, предусматривает обеспечение евреев Украины пасхальной мацой и кошерным вином или соком для праздничных седеров, а также организацию и проведение десятков общественных седеров, как в крупных городах, так и в небольших общинах. Ежегодно седеры проходят в более 80 городах Украины, в которых принимает участие около 17000 участников с привлечением более 40 иностранных и местных посланников. В 2020 году, в связи с пандемией COVID-19, по программе разослали пасхальные наборы членам еврейских общин в каждую семью по отдельности. В общей сумме наборы получили 16158 членов еврейских общин.

«Программа Тишрей» - проходит в месяц Тишрей, который наполнен еврейскими праздниками: Рош-а-Шана, Йом-Кипур, Суккот, Шмини Ацерет и Симхат. Чтобы помочь евреям выполнить все заповеди праздников месяца Тишрей, ФЕОУ обеспечивает организацию и помощь в правильном их выполнении. Это позволяет сохранять связь украинских евреев с их историей, традициями и наследием.

### Издательская деятельность
ФЕОУ на протяжении года издает и распространяет в общины печатную продукцию. Это календари с указанием традиционных и еврейских чисел и месяцев, в которых указаны все важные еврейские даты, все праздники с указанием времени зажигания шаббатних свечей, и многое другое. Это тематические буклеты на каждый еврейский праздник с подробным описанием заповедей, истории, законов и обычаев. Это книги по основам иудаизма, традициям и Галахе, учения Любавического Ребе, детские книги и т.д. 

### Деятельность с моментавторжения России на Украину
ФЕОУ организовывает лагерь для временных переселенцев в Венгрии и в Польше. Также оказывает помощь продуктовыми наборами во время войны разным религиозным общинам.
По сообщению А. А. Шария, представитель Федерации еврейских общин Украины сфотографировался с особами, одетыми в футболки с гербом нацистской Германии, на которых свастика (нацистская символика) заменена на тризуб. Сразу же после публикации сообщение в социальной сети Facebook было удалено.

## Партнеры
Федерация имеет широкие внутренние и внешние связи, работает в тесном сотрудничестве с Министерством образования Израиля, посольством Государства Израиль в Украине, Еврейским Агентством Сохнут, благотворительным фондом «Ор Авнер» , Американским еврейским объединённым распределительным комитетом Джойнт, Объединённая еврейская община Украины,  а также с крупнейшими еврейскими организациями во всех странах мира.